# Xã Summit, Quận Decatur, Kansas
Xã Summit (tiếng Anh: Summit Township) là một xã thuộc quận Decatur, tiểu bang Kansas, Hoa Kỳ. Năm 2010, dân số của xã này là 13 người.